# Estación Río Tercero
Río Tercero es una estación ferroviaria ubicada en la ciudad del mismo nombre, en el departamento Tercero Arriba, Provincia de Córdoba, Argentina.

## Servicios
La estación corresponde al Ferrocarril General Bartolomé Mitre de la red ferroviaria argentina. No presta servicios de pasajeros, solo de cargas. Sus vías e instalaciones están concesionadas a la empresa de cargas Nuevo Central Argentino.